# Луї Моро Готшалк
Луї-Моро Ґотшалк, у США прізвище вимовлялося Ґотчок (англ. Louis Moreau Gottschalk; 8 травня 1829 — 18 грудня 1869) — американський піаніст і композитор, відомий своїми романтичними фортепіанними творами. Більшість своєї творчої кар'єри провів поза межами рідної країни.

## Біографія
Луї-Моро Ґотшалк народився в Новому Орлеані. Його батьком був єврей-бізнесмен із Лондона Едвард, матір'ю — креолка. Деякий час його сім'я, в якій було окрім нього ще шість дітей, жила у Французькому кварталі міста, потім Луї переїхав до своєї бабусі по материнській лінії, яка була родом з Гаїті, на 518 Conti Street.
Його сестра Клара також стала піаністкою та композиторкою, хоча й не такою відомою, як він.
Грою на фортепіано захоплювався з раннього дитинства, популярність серед місцевої буржуазії здобув ще дитиною, а його дебют на сцені як піаніста відбувся в 1840 році.
У 1842 році, у 13 років, Готшалк залишив США і разом з батьком вирушив до Європи здобувати освіту. Він хотів вивчати музику, але в прийомі до Паризької консерваторії йому відмовили — за переказами, керівник фортепіанного класу П'єр Ціммерман відмовився від прослуховування зі словами: «Америка — це країна парових моторів». Однак, Готшалк зміг отримати доступ до музичної освіти завдяки зв'язкам свого батька: приватні уроки йому давали відомі паризькі фахівці Шарль Алле, Каміль Стаматі та П'єр Мальдан.
В 1845 Готшалк дебютував у Парижі з концертом, а на рубежі 1840-50-х рр. вже гастролював Францією, Іспанією та Швейцарією.
В 1853 повернувся до США, але майже відразу ж вирушив подорожувати країнами Центральної та Південної Америки і до 1860-х років вважався найвідомішим піаністом Нового світу. Своє рідне місто він відвідував лише зрідка, але завжди і скрізь представлявся новоорлеанцем.
У травні 1865 року преса Сан-Франциско писала про нього як про людину, яка проїхала 95000 миль залізницею і дала тисячу концертів.
Того ж року Готшалк був звинувачений у зґвалтуванні студентки семінарії в Окленді, Каліфорнія, і був змушений залишити США, вирішивши більше ніколи не повертатися на батьківщину та вирушити до Південної Америки. Там він продовжив давати приватні концерти.
1869 року, очевидно, заразився малярією. Втративши свідомість на одному з концертів, Готшалк помер через три тижні у віці 40 років. Точна причина його смерті досі невідома (це могло бути передозування хініну або абсцес черевної порожнини як ускладнення).
В 1870 його останки були передані в США і поховані в Нью-Йорку на Грін-Вудському цвинтарі. На його могилі було встановлено пам'ятник "Ангел музики", зруйнований вандалами у 1959 році. У 2012 статую на могилі було відновлено.

## Твори
Його композиції для фортепіано — як, наприклад, балади, pensée poétique, danse ossianique, le bananier, chanson nègre — мали салонний характер.
У 1860 році хореограф Август Бурнонвіль використав музику Готшалка для танцю чорношкірих у своєму балеті «Вдалині від Данії», навколо якого було збудовано всю виставу.